# Crivitz (cráter marciano)
Crivitz es un cráter de impacto del planeta Marte situado en la franja central a 14,5º sur y 174,7º este, con un diámetro de 6,1 kilómetros. Está dentro de otro cráter mucho mayor, el Gusev de 166 kilómetros.
En 2002, Stephan Gehrke propuso ponerle ese nombre en honor a la pequeña ciudad Crivitz, situada en Mecklemburgo-Pomerania Occidental, Alemania.